# Rammersmatt
Rammersmatt ist eine französische Gemeinde mit 224 Einwohnern (Stand 1. Januar 2022) im Département Haut-Rhin in der Region Grand Est (bis 2015 Elsass). Sie gehört zum Arrondissement Thann-Guebwiller und zum Kanton Cernay.

## Geografie
Die Gemeinde Rammersmatt liegt am Südostrand der Vogesen eingebettet zwischen den Tälern von Thann und Masevaux-Niederbruck etwa 20 Kilometer von Mülhausen im Osten und 30 Kilometer von Belfort im Südwesten entfernt. Im Gemeindegebiet entspringt der Baerenbach, der hier auch noch Rueslochbaechle genannt wird. Der Ort ist von weiten Waldgebieten umgeben, lediglich in südlicher Richtung öffnet sich die hügelige Landschaft in Richtung der Nachbargemeinden Bourbach-le-Bas und Roderen. Die Gemeinde liegt im Regionalen Naturpark Ballons des Vosges.

## Geschichte
Der Name der Gemeinde geht auf den deutschen Familiennamen Ramprecht zurück. Im Jahr 1323 erschien er als Ramprechtes matten in den Quellen. Rammersmatt war früher eine Pacht des Priorats Saint-Morand. Im Dreißigjährigen Krieg wurde das Dorf zerstört. Danach blieb es für lange Zeit verlassen.
| Jahr                       | 1962 | 1968 | 1975 | 1982 | 1990 | 1999 | 2006 | 2013 | 2021 |
| -------------------------- | ---- | ---- | ---- | ---- | ---- | ---- | ---- | ---- | ---- |
| Einwohner                  | 153  | 134  | 152  | 166  | 169  | 180  | 213  | 207  | 228  |
| Quellen: Cassini und INSEE |      |      |      |      |      |      |      |      |      |

Rammersmatt ist das kleinste Dorf der Region Thann. Nach einem leichten Rückgang der Einwohnerzahl Anfang der 1960er Jahre konnte die Gemeinde seither einen langsamen, aber konstanten Zuwachs der Bevölkerung verzeichnen. Der Anteil der unter 30-Jährigen betrug 1999 deutlich über 30 %, der der über 60-Jährigen etwas mehr als 20 %.

## Sehenswürdigkeiten
- Kirche Saint-Jean Gualbert mit gotischem Kirchturm aus dem 13. Jahrhundert
- Kapelle Notre-Dame-du-Bon-Secours (Unsere Liebe Frau der Guten Hilfe)
- Denkmal zur Erinnerung an die Befreiung des Ortes gegen Ende des Zweiten Weltkriegs durch das Bataillon de Choc.

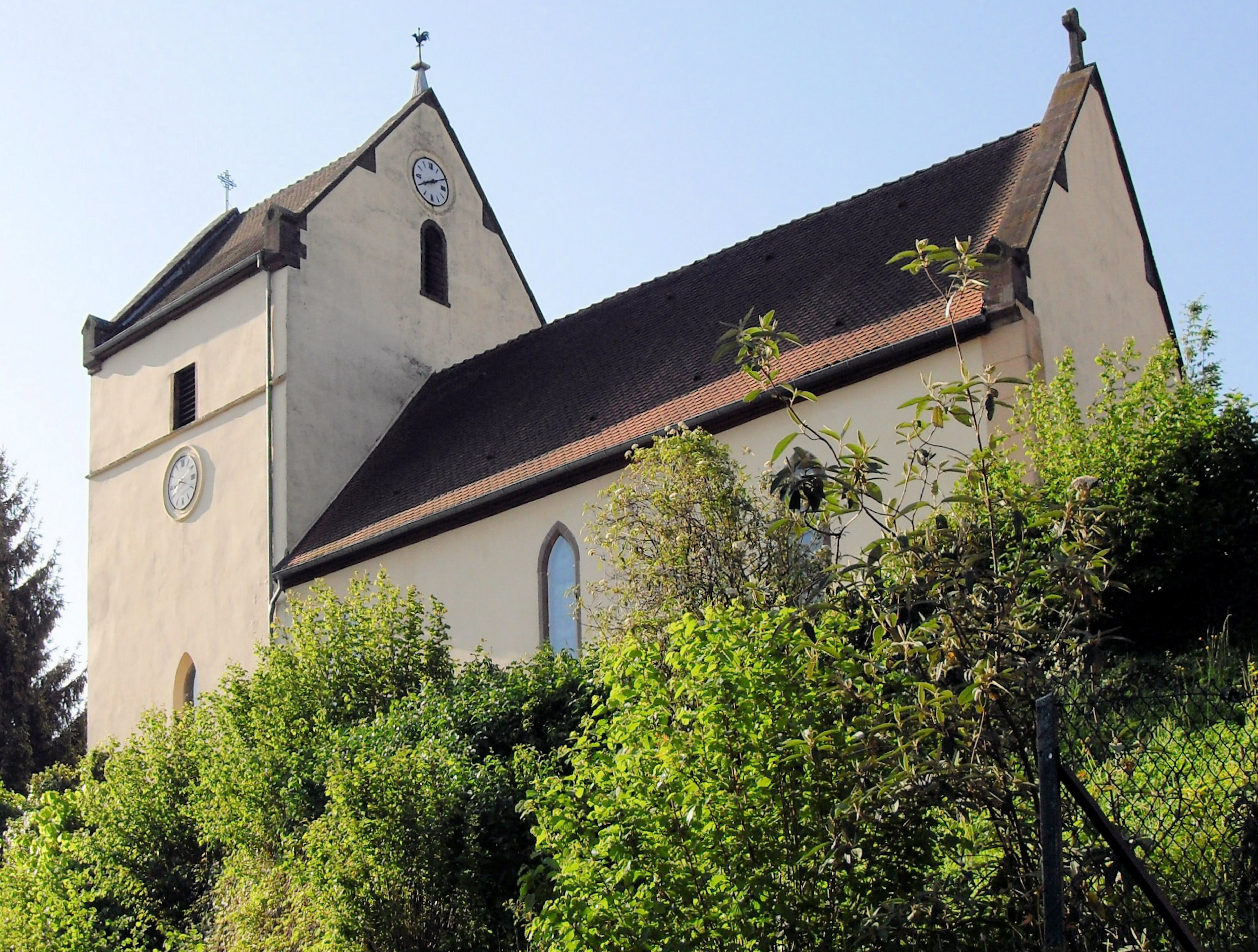
Kirche Saint-Jean-Gualbert
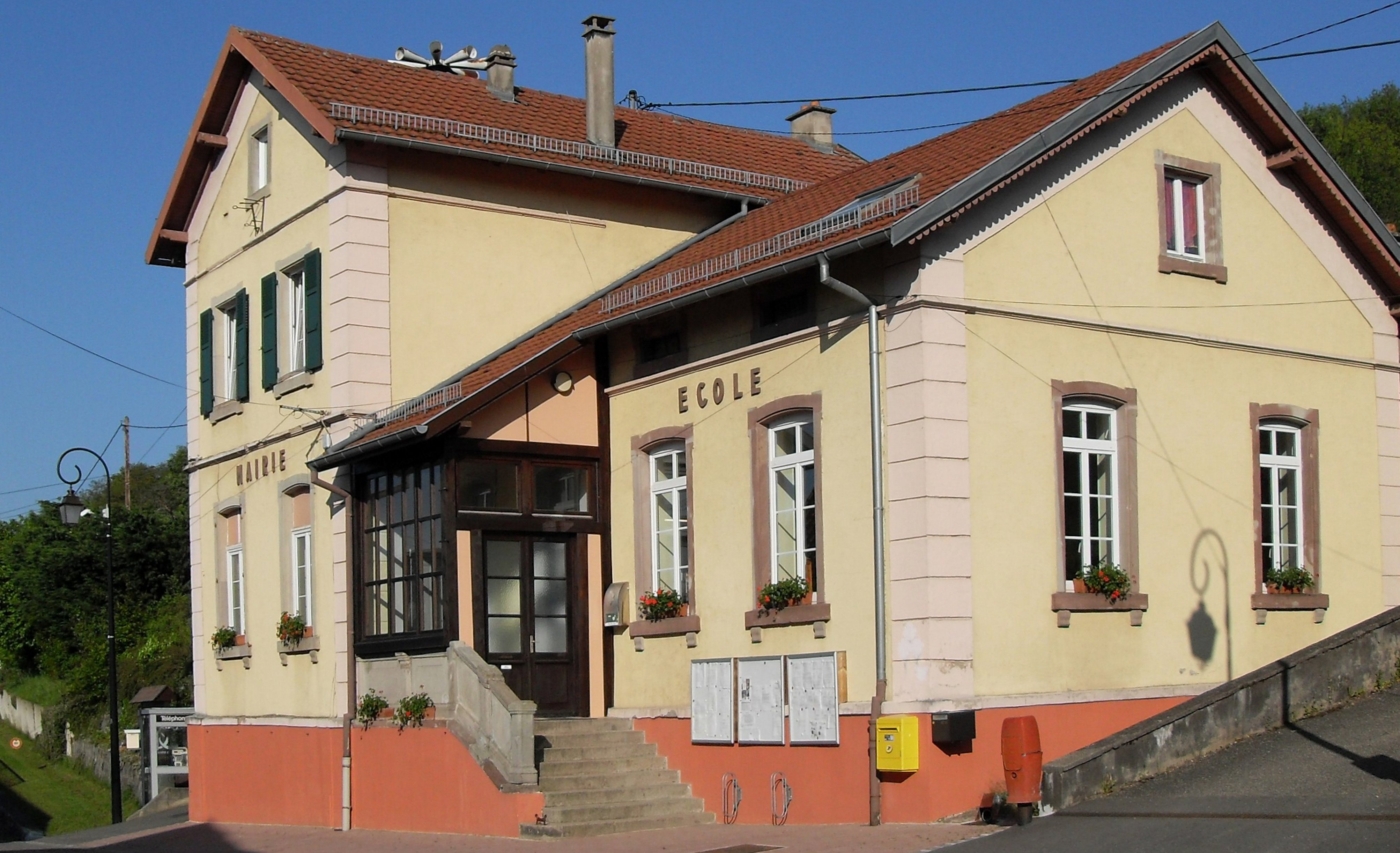
Rathaus- und Schulgebäude